# Lynyrd Skynyrd 1991
Lynyrd Skynyrd 1991 je šesté studiové album americké southern rockové skupiny Lynyrd Skynyrd, vydané v roce 1991. Jedná se zároveň o první album po znovuobnovení skupiny v roce 1987.

## Seznam skladeb
| Strana 1 | Strana 1             | Strana 1 |
| Pořadí   | Název                | Délka    |
| -------- | -------------------- | -------- |
| 1.       | Smokestack Lightning | 4:28     |
| 2.       | Keeping the Faith    | 5:18     |
| 3.       | Southern Women       | 4:16     |
| 4.       | Pure & Simple        | 3:09     |
| 5.       | I've Seen Enough     | 4:22     |
| 6.       | Backstreet Crawler   | 5:31     |

| Strana 2 | Strana 2                     | Strana 2 |
| Pořadí   | Název                        | Délka    |
| -------- | ---------------------------- | -------- |
| 1.       | Good Thing                   | 5:28     |
| 2.       | Money Man                    | 3:46     |
| 3.       | It's a Killer                | 3:54     |
| 4.       | Mama (Afraid to Say Goodbye) | 6:44     |
| 5.       | End of the Road              | 4:34     |

## Sestava

### Lynyrd Skynyrd
- Johnny Van Zant - zpěv
- Gary Rossington - kytara
- Ed King - kytara
- Randall Hall - kytara
- Leon Wilkeson - baskytara
- Billy Powell - klávesy, piáno
- Artimus Pyle - bicí, perkuse
- Kurt Custer - bicí

### Hosté
- Dale Krantz Rossington - doprovodný zpěv
- Stephanie Bolton - doprovodný zpěv
- Susan Marshall - doprovodný zpěv